# Liste der Kulturdenkmale in Wester-Ohrstedt
In der Liste der Kulturdenkmale in Wester-Ohrstedt sind alle Kulturdenkmale der schleswig-holsteinischen Gemeinde Wester-Ohrstedt (Kreis Nordfriesland) aufgelistet (Stand: 10. März 2025).

## Legende
In den Spalten befinden sich folgende Informationen:
- Objekt-ID: die Nummer des Kulturdenkmales
- Lage: die Adresse des Kulturdenkmales und die geographischen Koordinaten. Kartenansicht, um Koordinaten zu setzen. In der Kartenansicht sind Kulturdenkmale ohne Koordinaten mit einem roten Marker dargestellt und können in der Karte gesetzt werden. Kulturdenkmale ohne Bild sind mit einem blauen Marker gekennzeichnet, Kulturdenkmale mit Bild mit einem grünen Marker.
- Offizielle Bezeichnung: Bezeichnung des Kulturdenkmales
- Beschreibung: die Beschreibung des Kulturdenkmales
- Bild: ein Bild des Kulturdenkmales

## Sachgesamtheiten
| Objekt-ID | Lage                                            | Offizielle Bezeichnung     | Beschreibung | Bild |
| --------- | ----------------------------------------------- | -------------------------- | --- | ---- |
| 47737     | Westerholz 10, 11 (54° 29′ 30″ N, 9° 16′ 51″ O) | Schmiede Westerholz        | Schmiede Westerholz; ca. 1852-1923; gewachsenes Ensemble bestehend aus einem einst als Schmiede genutzten Geesthardenhaus, hell geschlämmter, langgestreckter Backsteinbau unter Reet; einer jüngeren Schmiedewerkstatt, gelber Backsteinbau mit Drempel unter Satteldach; und einem Wohnhaus, eingeschossiger Putzbau mit Zwerchhaus - Begründung: geschichtlich, städtebaulich, Kulturlandschaft prägend - Schutzumfang: Geesthardenhaus, Schmiede, Wohnhaus               | BW   |
| 47740     | Westerholz 12 (54° 29′ 24″ N, 9° 16′ 18″ O)     | sogenanntes Gut Westerholz | sog. Gut Westerholz; um 1830-1917; Dreiseithof bestehend aus spätklassizistischem, zweigeschossigem Wohnhaus mit Putzfassade und angebautem Wirtschaftsgebäude von 1917, südlichem Wirtschaftsgebäude aus gelbem Backstein mit Ziergliederung und einer Hof- und Gartenfläche mit altem Baumbestand - Begründung: geschichtlich, städtebaulich, Kulturlandschaft prägend - Schutzumfang: Wohnhaus, Wirtschaftsgebäude am Wohnhaus, Wirtschaftsgebäude, Hof- und Gartenfläche | BW   |

## Bauliche Anlagen
| Objekt-ID | Lage                                        | Offizielle Bezeichnung | Beschreibung | Bild |
| --------- | ------------------------------------------- | ---------------------- | --- | ---- |
| 6209      | Westerholz 10 (54° 29′ 30″ N, 9° 16′ 51″ O) | Geesthardenhaus        | Geesthardenhaus; im Kern ca. 1852; eingeschossiger, traufständiger Backsteinbau mit hell geschlämmten Mauerwerk unter reetgedecktem Schopfwalmdach, über dem Hauseingang Ladegiebel, daneben Lootor - Begründung: geschichtlich, städtebaulich, Kulturlandschaft prägend - Schutzumfang: gesamtes Objekt - Denkmaltyp: Bauliche Anlage, Sachgesamtheit: Schmiede Westerholz                                   | BW   |
| 47738     | Westerholz 11 (54° 29′ 31″ N, 9° 16′ 51″ O) | Schmiede               | Schmiede; 1919; eineinhalbgeschossiger, traufständiger gelber Backsteinbau über Feldsteinfundament, Satteldach, Drempel und Giebelwände verputzt mit Backsteinlisenen, Fenster- und Türöffnungen segmentbogenförmig - Begründung: geschichtlich, städtebaulich - Schutzumfang: gesamtes Objekt - Denkmaltyp: Bauliche Anlage, Sachgesamtheit: Schmiede Westerholz                                             | BW   |
| 6204      | Westerholz 12 (54° 29′ 24″ N, 9° 16′ 18″ O) | Wohnhaus               | Wohnhaus; wohl um 1830; zweigeschossiger, traufständiger Putzbau unter flachem, schiefergedeckten Satteldach, Putzfassade mit Zierquaderung und profilierten Gesimsen, gerahmtes Eingangsportal und symmetrisch angeordnete Segmentbogenfenster - Begründung: geschichtlich, städtebaulich - Schutzumfang: gesamtes Objekt - Denkmaltyp: Bauliche Anlage, Sachgesamtheit: sog. Gut Westerholz                 | BW   |
| 6205      | Westerholz 12 (54° 29′ 24″ N, 9° 16′ 18″ O) | Wirtschaftsgebäude     | Wirtschaftsgebäude; wohl um 1830; eingeschossiger, langgestreckter, gelber Backsteinbau unter Satteldach, reiche Lisenen- und Friesgliederung, teilweise gusseiserne Rundbogenfenster, korb- und rundbogenförmige Tore und Stalltüren - Begründung: geschichtlich, städtebaulich, Kulturlandschaft prägend - Schutzumfang: gesamtes Objekt - Denkmaltyp: Bauliche Anlage, Sachgesamtheit: sog. Gut Westerholz | BW   |

## Quelle
- Liste der Kulturdenkmale in Schleswig-Holstein – Kreis Nordfriesland (PDF)

- Karte mit allen Koordinaten:
- OSM |
- WikiMap